# Zelleria perimeces
Zelleria perimeces is een vlinder uit de familie van de stippelmotten (Yponomeutidae). De wetenschappelijke naam van de soort werd in 1923 gepubliceerd door Turner.